# هریسون فورد
هریسون فورد (انگلیسی: Harrison Ford؛ زادهٔ ۱۳ ژوئیه ۱۹۴۲) بازیگر آمریکایی است. فیلم‌هایش بیش از ۵٫۴ میلیارد دلار در آمریکای شمالی و بیش از ۹٫۳ میلیارد دلار در سراسر جهان فروش داشته و او را به هفتمین بازیگر پرفروش در آمریکای شمالی بدل می‌سازد. او در فیلم‌هایی با ژانرهای مختلف نقش‌های برجسته‌ای را بر عهده داشته‌است. به او افتخاراتی از قبیل جایزهٔ یک عمر دستاورد هنری بنیاد فیلم آمریکا و جایزهٔ گلدن گلوب سیسیل بی دمیل اهدا شده و علاوه بر این نامزد دریافت یک جایزهٔ اسکار و چهار جایزهٔ گلدن گلوب بوده‌است.
فورد فعالیت حرفه‌ای خود را با نقش‌های مکمل در فیلم‌ها آغاز کرد و مدتی بعد بابت بازی در نقش هان سولو در فیلم اپرای فضایی جنگ ستارگان (۱۹۷۷) و دنباله‌هایش به شهرت بین‌المللی دست یافت. او همچنین برای بازی در نقش ایندیانا جونز در مجموعه‌فیلم‌های به همین نام که اولین فیلم آن مهاجمان صندوق گمشده (۱۹۸۱) است، شهرت دارد. دیگر نقش‌های برجسته‌اش عبارتند از ریک دکارد در فیلم‌های علمی تخیلی بلید رانر (۱۹۸۲) و بلید رانر ۲۰۴۹ (۲۰۱۷) و همچنین جک رایان در فیلم‌های تریلر بازی پاتریوت (۱۹۹۲) و تهدید فوری و آشکار (۱۹۹۴). دوران فعالیت حرفه‌ای او شش دهه را در بر می‌گیرد و شامل همکاری با برخی از تحسین‌شده‌ترین و تاثیرگذارترین فیلم‌سازان زمان خود مانند جرج لوکاس، فرانسیس فورد کوپولا، استیون اسپیلبرگ و ریدلی اسکات می‌شود.
فورد برای بازی در درام جنایی شاهد (۱۹۸۵) نامزد دریافت جوایز مهمی از جمله اسکار بهترین بازیگر مرد شده بود. فیلم‌های تریلر فراری (۱۹۹۳) و ایر فورس وان (۱۹۹۷) و همچنین درام ورزشی ۴۲ (۲۰۱۳) از جمله فیلم‌های برجسته او هستند. او علاوه بر این نقش‌های قهرمانانه، شخصیت‌های مبهم و تاریک‌تری را در فیلم کمدی-دارم دیوارنویسی آمریکایی (۱۹۷۳)، تریلر مکالمه (۱۹۷۴)، درام بقا ساحل پشه (۱۹۸۶)، تریلر حقوقی بی‌گناه (۱۹۹۰) و فیلم ترسناک آنچه در زیر است (۲۰۰۰) به تصویر کشیده‌است. همچنین در طول فعالیت حرفه‌ای خود در چندین فیلم کمدی و درام عاشقانه ظاهر شده‌است؛ قهرمانان (۱۹۷۷)، دختر شاغل (۱۹۸۸)، سابرینا (۱۹۹۵)، شش روز، هفت شب (۱۹۹۸)، قلب تصادفی (۱۹۹۹)، شکوه صبح (۲۰۱۰) و روزگار آدلین (۲۰۱۵).
خارج از بازیگری، فورد خلبان دارای مجوز است که اغلب به خدمات اضطراری در ماموریت‌های نجات نزدیک خانهٔ خود در ایالات وایومینگ کمک کرده‌است. او همچنین فعال زیست‌محیطی متعهدی است که از سال ۱۹۹۱ در مقام نایب‌رئیس هیئت مدیرهٔ سازمان بین‌المللی حفاظت در حال فعالیت بوده‌است. او با بازیگر کالیستا فلوکهارت ازدواج کرده‌است.

## زندگی
هریسون فورد در روز سیزدهم ژوئیه سال ۱۹۴۲ در شیکاگو ایالت ایلینوی به دنیا آمد. پدر وی، کریستوفر فورد، بازیگر تبلیغاتی بود و مادر وی، دوروتی نیدل‌من، بازیگر و گوینده رادیو بود. اجداد مادری او یهودی بوده و از مینسک در روسیه مهاجرت کرده‌اند. اما اجداد پدریش کاتولیک مذهب بوده و اصلیت آن‌ها ایرلندی و آلمانی می‌باشد.
او همیشه مراقب هریسون و برادرش (تریسن) بود. هریسون در کودکی بسیار خجالتی بود و همیشه احساس می‌کرد با بقیه بچه‌ها فرق دارد. در مدرسه پیوسته قوی‌ترها به او زور می‌گفتند و هر روز جونز آینده را به پارک می‌بردند و حسابی کتک می‌زدند و سپس از بالای تپه‌ای به پایین قل می‌دادند. او هیچ وقت از خودش دفاع نمی‌کرد. هر چند که از درون از خشم می‌سوخت، خشمی که سال‌ها در او ماند ولی همیشه سیاست گاندی را در پیش می‌گرفت و صبر پیشه می‌کرد و با این وجود خود را جری‌تر می‌نمود. سال‌های دبیرستان را در مدرسه (مین‌تاون شیپ) در شمال شیکاگو گذراند. در آن جا نیز همچنان گوشه‌گیر بود. او در ورزش اصلاً خوب کار نمی‌کرد و نمره‌هایش همیشه در سطح پایین بود. والدینش هیچ امیدی به موفقیت او در آینده نداشتند. از تنها چیزی که کمی لذت می‌برد، کار در رادیو بود. صدای او اولین صدایی بود که از رادیو داخلی دبیرستان پخش شد.
پس از فارغ‌التحصیل شدن از دبیرستان در سال ۱۹۶۰، وارد دانشگاه ریپون شد و رشته ادبیات انگلیسی را ادامه داد. رشته‌ای که از آن متنفر بود. کم‌کم علائم افسردگی در او نمودار گشت. مدت‌ها پشت سرهم می‌خوابید و برایش سخت بود که بلند شود. او می‌گوید یک روز بعد از سه شبانه روز چرت زدن از رختخواب برخاستم تا به دانشگاه بروم. انگار همه چیز در حرکت آهسته بود. وقتی به کلاس رسیدم، آن قدر بی‌حال و بی‌حوصله بودم که نتوانستم دستگیره را بچرخانم و آن را بازکنم. برگشتم و دوباره به رختخواب رفتم. این حالت سه سال طول کشید. در این سه سال کاری نمی‌کرد و اغلب در کلاس‌ها شرکت نمی‌نمود. او بعدها می‌گفت: «بهترین کلمه‌ای که می‌شد به من گفت تنبل بود. چند روز قبل از فارغ‌التحصیل شدن استادان دانشگاه وضعیتم را فهمیدند و به من مدرک ندادند.» ولی در آن سال‌ها دو اتفاق خوب برایش افتاد. یکی آشنایی با «مری مارکوآرت» بود که در سال ۱۹۶۴ یعنی یک سال پس از ترک دانشکده با یکدیگر ازدواج نمودند و صاحب دو پسر به نام‌های «بنجامین» که بعدها سرآشپز شد و «ویلیارد» که معلم تاریخ شد، گشتند. اتفاق دوم آشنایی با گروه بازیگری «بلفری پلیرز» بود. او یک بار در آن گروه بازی کرد و از همان زمان بود که فهمید به این کار علاقه دارد. کارگردان گروه به او پیشنهاد داد که به کالیفرنیا برود و درس بازیگری بخواند.
فورد با آرزوهای بسیار ماری را در فولکس‌واگن قدیمی خود به غرب آمریکا برد و در مدرسه بازیگری لاگونا شروع به تحصیل نمود. همان زمان بود که به هنگام رانندگی کنترل خود را از دست داد و تصادف کرد و چانه‌اش زخمی شد. جای آن زخم هنوز هم روی صورت هریسون مانده‌است و او را در ایفای نقش‌ها کمک می‌نماید.
در قسمت سوم فیلم ایندیانا جونز نشان می‌دهند که در کودکی شلاق به صورت ایندیانا خورده و جای آن هنوز هم روی چانه‌اش باقی است، و در فیلم دختر شاغل فورد می‌گوید وقتی در نوجوانی می‌خواستم خودم گوشم را سوراخ کنم، غش کردم و چانه‌ام به لبه دستشویی خورد. در آن زمان استودیوهای فیلمسازی بزرگ از استعدادهای جوان بهره می‌بردند؛ بنابراین در سال ۱۹۶۵ هریسون برای کار به کلمبیا پیکچرز رفت. آن‌ها با او مصاحبه کردند ولی پذیرفته نشد.
قبل از این که سوار آسانسور شود فکر کرد به دستشویی برود. وقتی از دستشویی بیرون آمد، دستیار کارگردان رادیو که به دنبال او می‌رود. او از فورد پرسید: "با ما قرارداد امضا می‌کنید؟ صد و پنجاه دلار در هفته خوبه؟" معلوم بود که خوب است و هریسون کارش را شروع کرد.

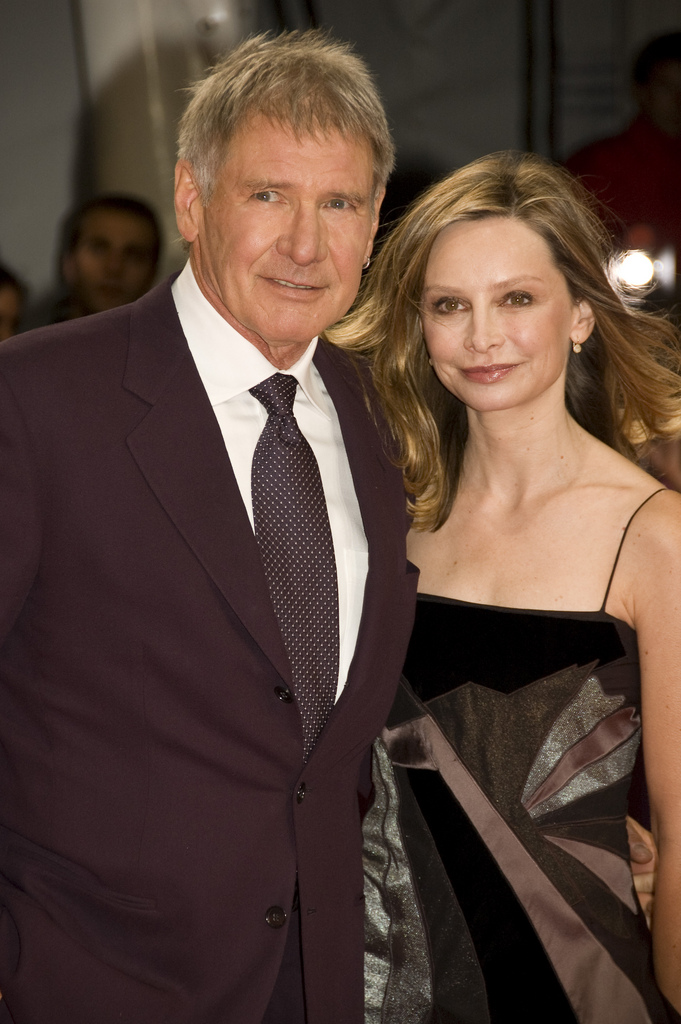
هریسوه فورد و کالیستا فلوکهارت ۲۰۰۹

اولین فیلم او گرمای مرگ در شهر بازی نام داشت که در آن نقش خیلی کوتاهی را ایفا کرد. اولین و تنها حرفی که گفت این بود که از پشت پنجره گفت: «:آقای جونز… آقای جونز…» و پس‌از آن نقش کوتاه دیگری در یک فیلم کمدی بازی کرد. شرکت کلمبیا او را کنار گذاشت و در سال ۱۹۶۷ وارد شرکت یونیورسال شد.
نقش‌های کم و کوتاهی به او می‌دادند. کسی توجه چندانی به استعدادهای او نمی‌کرد. او در نقش‌هایی مثل گاوچران، جوان ژیگول، مظنون به قتل و… بازی کرد ولی نتوانست هنر خود را به دیگران بشناساند. تنبلی و بی‌اهمیت بودن او ضربه سختی به او زد. یک روز یکی از کارگردانان با لحن تحقیرکننده‌ای به او گفت: «این چه وضع بازی است». هریسون پاسخ داد: «من سعی خودم را می‌کنم ولی من که یک ستاره نیستم» آن کارگردان گفت: «تونی کرتیس را ببین در اولین فیلمش یک قصاب واقعی است در حالی که می‌دانیم او دارد نقش بازی می‌کند و یک ستاره‌است.» هریسون با بی‌حوصلگی جواب داد: «فکر کردم شما فکر می‌کنید قصاب است.» و کارگردان فریاد زد: «این لعنتی را از دفتر من بیرون بیندازید» این جور اتفاقات برای او پیش می‌آمد.
چند سال بعد در فیلمی بازی کرد که داستان زندگی یک معلم بود. این معلم در قسمتی‌از فیلم باید دربارهٔ عنکبوت‌ها سخنرانی می‌کرد. هریسون یک رتیل خرید و در مورد آن به مطالعه پرداخت. روز فیلمبرداری رتیل را درون یک قوطی با خود برد و فکر کرد حتماً کارگردان از این‌کار او خوشش می‌آید و از آن در فیلم استفاده می‌نماید ولی عکس‌العمل کارگردان جور دیگری‌بود.
او فریاد زد: "این قوطی لعنتی را از این‌جا بیندازید بیرون'. اکنون فورد دو فرزند داشت و در یک‌خانه ۱۸۵۰۰ دلاری زندگی می‌کرد که باید پول آن را می‌پرداخت. یک روز بایکی از دوستانش به مغازه آنتیک فروشی رفته‌بود. دوستش تصمیم گرفت دو میز که هر کدام۱۱۰۰ دلار قیمت داشتند را خریداری نماید. فورد گفت: این کار را نکن. من با ۲۰۰ دلار برایت میز می‌سازم. دوستش ۴۰۰ دلار خرج کرد و وسایل کار را آماده نمود و رفت؛ ولی آن میزها هیچ وقت ساخته نشدند و درعوض چند سال بعد فورد یک میز آنتیک برای دوستش خرید.

### جنگ ستارگان
در سال ۱۹۷۲ فرد روس تهیه‌کننده‌ای که به توانایی بازیگری فورد اعتقاد داشت، از او برای فیلم جدیدی به
کارگردانی کارگردان تازه‌کاری به نام «جرج لوکاس» دعوت کرد. در دیوارنویسی آمریکایی قرار بود فورد یکی از هنرپیشه‌ها را کتک بزند. کمی بعد لوکاس به او پیشنهاد کرد که در فیلم آواز نیز بخواند ولی هیچ‌کس صدای او را نپسندید به جز لوکاس، فیلم دیوارنویسی آمریکایی در زمان خود فروش خیلی خوبی داشت و مقدمه‌ای بر کارهای بزرگ لوکاس در آینده بود. پس از آن در فیلم مکالمه به کارگردانی «فرانسیس فورد کوپولا» بازی کرد و این فیلم نیز در دهه هفتاد یکی از برترین‌ها شد؛ ولی فورد هنوز هم به شهرت زیادی دست نیافته بود.
او همچنان نجاری می‌کرد و به "نجار ستاره‌هاً معروف شده بود. یک روز که داشت در خانه فرانسیس کوپولا را می‌ساخت، جرج لوکاس از آن جا رد شد. وقتی فورد را دید با خود گفت: حیف است که یک انسان مستعد عمرش را هدر بدهد. جلو رفت و به او گفت می‌خواهد فیلم کوچکی بسازد و از او خواست در آن بازی نماید. این فیلم کوچک همان جنگ ستارگان بود. لوکاس در ابتدای کار نمی‌خواست نقش "هان سولو" را در "جنگ ستارگان" به فورد بدهد، ولی کمی بعد متوجه شداو برای این کار بهترین است و بدین ترتیب فورد وارد کهکشان ستارگان شد.

### ایندیانا جونز

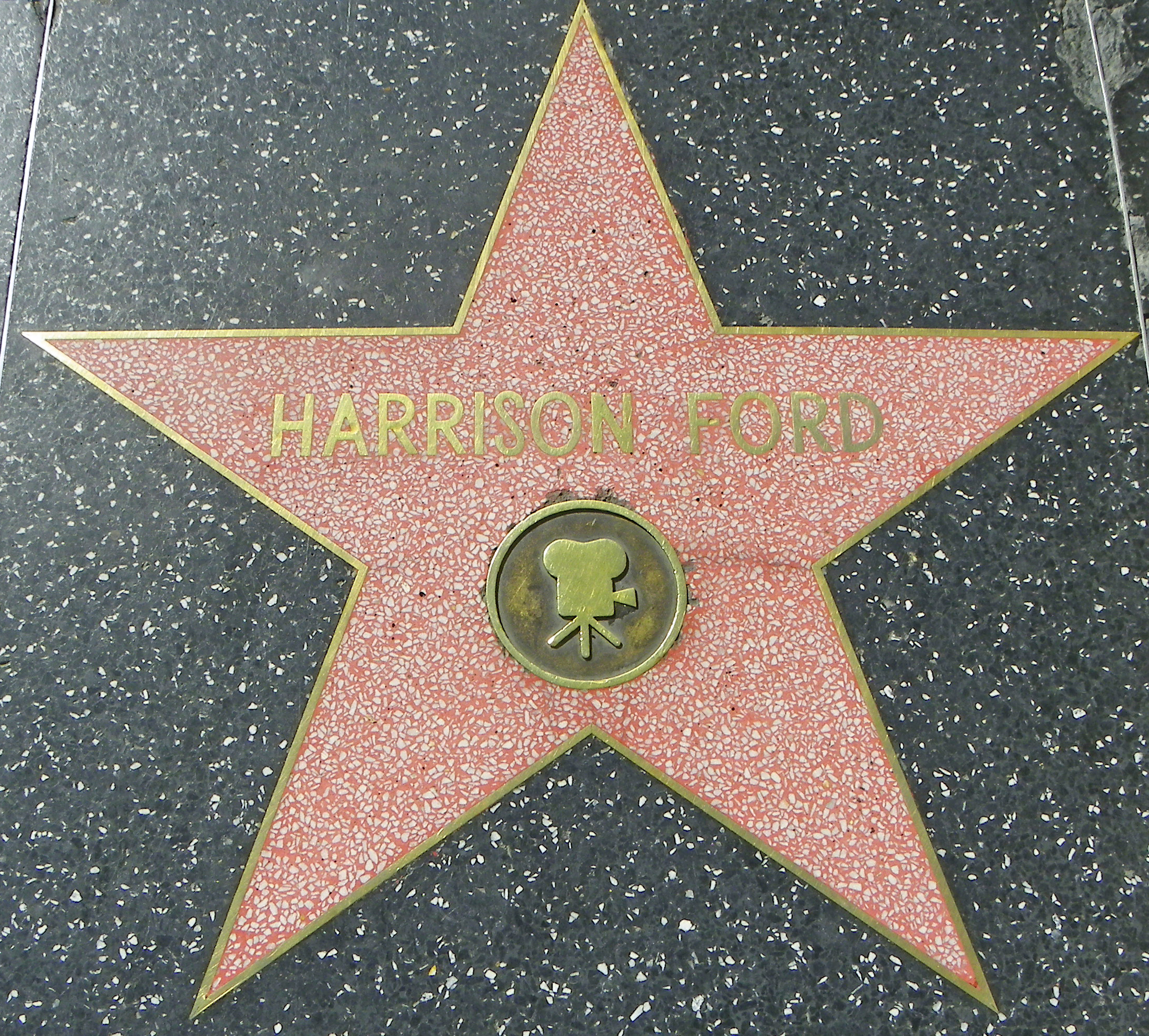
پیاده‌روی مشاهیر هالیوود

سال‌های دهه هشتاد موفقیتی باور نکردنی رابرای فورد به همراه داشتند. ابتدا او نقش هان سولو را بازی کرد. سپس در فیلم امپراتوری ضربه می‌زند، در نقش «دارت ویدر» بازی کرد و پس از آن نوبت به اوج موفقیتش در فیلم «مهاجمان صندوق گم شده» رسید. نویسنده این فیلم جرج لوکاس و کارگردان آن استیون اسپیلبرگ بود. فیلمی کاملاً کلاسیک با داستانی بسیار سرگرم‌کننده از جاسوسان، جویندگان گنج و نازی‌های بد ذات. در این فیلم فورد برای اولین بار ایندیانا جونز شد.
جوانی باشهامت و تکه کلام‌های فراوان، بالاخره فورد به نقشی بزرگ رسید. «تام سلک» اولین انتخاب اسپیلبرگ بود ولی او در آن زمان با استودیوی دیگری کار می‌کرد و بدین ترتیب توجهات به هریسون فورد جلب شد. او بارها به هنگام فیلمبرداری زخمی شد. در نقش ایندیانا جونز یک‌بار به سختی زانویش آسیب دید و در فیلم دیگری دو دندانش شکست. در فراری زانوی راستش شکست و در فیلم دیگری دو تا از دیسک‌های کمرش جابه‌جا شد و شانه‌اش دررفت. او با خنده می‌گوید: «نجات دنیا کار سختی است»
در سال ۱۹۸۲ با ملیسا متیسن نویسنده فیلمنامه فیلم "ET" به کارگردانی اسپیلبرگ ازدواج کرد و زندگی مشترک آن‌ها تا سال ۲۰۰۰ ادامه داشت و در سال ۲۰۰۴ منجر به طلاق شد. از ملیسا متیسن صاحب دو فرزند دیگر به نام‌های "مالکوم" و "جورجیاً شد. پس از آن در قسمت سوم جنگ ستارگان بازی کرد و به شهرتش افزود.
سپس نوبت به «ایندیانا جونز و معبد مرگ» رسید. در سال ۱۹۸۹ هریسون بار دیگر شلاق خود را به دست گرفت و در ایندیانا جونز و آخرین جنگ صلیبی در کنار شان کانری که نقش پدر او را داشت، ظاهرشد. از فیلم‌های دیگر او می‌توان به (ساحل پشه)، آتشین مزاج، شکار برای اکتبر سرخ، بازی پاتریوت، فراری که در آن کاندید جایزه شد، (شش روز و هفت شب) اشاره نمود. او به‌تازگی قرار است در فیلمی دربارهٔ جنگ عراق در نقش یک ژنرال آمریکایی ایفای نقش نماید. هریسون فورد یکبار گفت: «از دست دادن گمنامی چیزی است که هیچ‌کس آمادگی آن را ندارد. وقتی این اتفاق برای من افتاد، تازه فهمیدم یکی از باارزش‌ترین چیزها را از دست داده‌ام.» شهرت برای فورد چندان هم بد نبوده‌است و او امروزه با موسسات بزرگ بین‌المللی رقابت می‌کند. او قصد دارد ۱/۴ درصد از زمین‌های خود را تبدیل به پارک ملی نماید. این مقدار زمین به اندازه کالیفرنیا می‌باشد. او آدم معروفی است ولی هرگز از نامش بهره‌برداری نمی‌کند.

## فیلم‌شناسی

### فیلم
| سال        | عنوان                              | منا.         |
| ---------- | ---------------------------------- | ------------ |
| ۱۹۶۶       | Dead Heat on a Merry-Go-Round      |              |
| ۱۹۶۷       | عشق (فیلم ۱۹۶۷)                    |              |
| ۱۹۶۷       | A Time for Killing                 |              |
| ۱۹۶۸       | Journey to Shiloh                  |              |
| ۱۹۷۰       | درک روشن                           |              |
| ۱۹۷۳       | دیوارنویسی آمریکایی                | [ ۷ ]        |
| ۱۹۷۴       | The Conversation                   | [ ۷ ]        |
| ۱۹۷۷       | جنگ ستارگان                        | [ ۷ ]        |
| ۱۹۷۷       | قهرمانان                           |              |
| ۱۹۷۸       | یگان ۱۰ از ناوارون                 |              |
| ۱۹۷۹       | خیابان هانوور                      |              |
| ۱۹۷۹       | اینک آخرالزمان                     | [ ۷ ]        |
| ۱۹۷۹       | The Frisco Kid                     |              |
| ۱۹۷۹       | More American Graffiti             |              |
| ۱۹۸۰       | امپراتوری ضربه می‌زند               | [ ۷ ]        |
| ۱۹۸۱       | مهاجمان صندوق گمشده                | [ ۸ ]        |
| ۱۹۸۲       | بلید رانر                          | [ ۸ ]        |
| ۱۹۸۳       | بازگشت جدای                        | [ ۸ ]        |
| ۱۹۸۴       | ایندیانا جونز و معبد مرگ           |              |
| ۱۹۸۵       | شاهد                               | [ ۷ ] [ ۹ ]  |
| ۱۹۸۶       | The Mosquito Coast                 |              |
| ۱۹۸۸       | دیوانه‌وار                          |              |
| ۱۹۸۸       | دختر شاغل                          | [ ۷ ]        |
| ۱۹۸۹       | ایندیانا جونز و آخرین جنگ صلیبی    | [ ۷ ]        |
| ۱۹۹۰       | بی‌گناه                             |              |
| ۱۹۹۱       | در مورد هنری                       |              |
| ۱۹۹۲       | بازی پاتریوت                       | [ ۷ ]        |
| ۱۹۹۳       | The Fugitive                       | [ ۷ ]        |
| ۱۹۹۴       | جیمی هالیوود                       |              |
| ۱۹۹۴       | تهدید فوری و آشکار                 | [ ۷ ]        |
| ۱۹۹۵       | صد و یک شب                         | [ ۱۰ ]       |
| ۱۹۹۵       | سابرینا                            |              |
| ۱۹۹۷       | The Devil's Own                    |              |
| ۱۹۹۷       | ایر فورس وان                       | [ ۷ ] [ ۱۱ ] |
| ۱۹۹۸       | شش روز، هفت شب                     |              |
| ۱۹۹۹       | قلب تصادفی                         |              |
| ۲۰۰۰       | آنچه در زیر است                    |              |
| ۲۰۰۲       | کی-۱۹: ویدومیکر                    |              |
| ۲۰۰۳       | جنایت در هالیوود                   |              |
| ۲۰۰۶       | دیوار آتش (فیلم)                   |              |
| ۲۰۰۸       | ایندیانا جونز و قلمرو جمجمه بلورین |              |
| ۲۰۰۹       | عبور از مرز                        |              |
| ۲۰۱۰       | اقدامات فوق‌العاده                  |              |
| ۲۰۱۰       | شکوه صبح                           |              |
| ۲۰۱۱       | کابوی‌ها و بیگانگان                 |              |
| ۲۰۱۳       | ۴۲                                 | [ ۷ ]        |
| ۲۰۱۳       | توهم                               |              |
| ۲۰۱۳       | بازی اندر                          |              |
| ۲۰۱۳       | گوینده ۲: افسانه ادامه دارد        |              |
| ۲۰۱۴       | بی‌مصرف‌ها ۳                         | [ ۱۲ ]       |
| ۲۰۱۵       | روزگار آدلین                       | [ ۱۳ ]       |
| ۲۰۱۵       | جنگ ستارگان: نیرو برمی‌خیزد         | [ ۱۴ ]       |
| ۲۰۱۷       | بلید رانر ۲۰۴۹                     | [ ۱۵ ]       |
| ۲۰۱۹       | زندگی پنهان حیوانات خانگی ۲        | [ ۱۶ ]       |
| ۲۰۱۹       | جنگ ستارگان: خیزش اسکای‌واکر        | [ ۱۷ ]       |
| ۲۰۲۰       | آوای وحش                           | [ ۱۸ ]       |
| ۲۰۲۲–اکنون | ۱۹۲۳                               |              |
| ۲۰۲۳–اکنون | روان‌درمانی                         |              |
| ۲۰۲۳       | ایندیانا جونز و گردانه سرنوشت      |              |
| ۲۰۲۵       | کاپیتان آمریکا: دنیای نو شگفت‌انگیز |              |

## جوایز
| سال  | اثر نامزد شده                      | جایزه                                                                      | نتیجه    |
| ---- | ---------------------------------- | -------------------------------------------------------------------------- | -------- |
| ۱۹۷۷ | جنگ ستارگان                        | Saturn Award for Best Actor                                                | نامزدشده |
| ۱۹۸۱ | مهاجمان صندوق گمشده                | Saturn Award for Best Actor                                                | برنده    |
| ۱۹۸۴ | ایندیانا جونز و معبد مرگ           | Saturn Award for Best Actor                                                | نامزدشده |
| ۱۹۸۵ | شاهد                               | جایزه اسکار بهترین بازیگر نقش اول مرد                                      | نامزدشده |
| ۱۹۸۵ | شاهد                               | جایزه بفتای بهترین بازیگر نقش اول مرد                                      | نامزدشده |
| ۱۹۸۵ | شاهد                               | جایزه گلدن گلوب بهترین بازیگر مرد فیلم درام                                | نامزدشده |
| ۱۹۸۶ | ساحل پشه                           | جایزه گلدن گلوب بهترین بازیگر مرد فیلم درام                                | نامزدشده |
| ۱۹۸۹ | ایندیانا جونز و آخرین جنگ صلیبی    | Saturn Award for Best Actor                                                | نامزدشده |
| ۱۹۹۳ | فراری                              | جایزه گلدن گلوب بهترین بازیگر مرد فیلم درام                                | نامزدشده |
| ۱۹۹۳ | فراری                              | MTV Movie Award for Best Performance - Male                                | نامزدشده |
| ۱۹۹۵ | سابرینا                            | جایزه گلدن گلوب بهترین بازیگر مرد فیلم موزیکال یا کمدی                     | نامزدشده |
| ۱۹۹۷ | ایر فورس وان                       | MTV Movie Award for Best Fight                                             | نامزدشده |
| ۱۹۹۸ | شش روز، هفت شب                     | جایزه برگزیده مردم for Favorite Motion Picture Actor                       | برنده    |
| ۱۹۹۹ | قلب تصادفی                         | جایزه برگزیده مردم for Favorite Movie Star                                 | برنده    |
| ۲۰۰۰ | آنچه در زیر است                    | جایزه برگزیده مردم                                                         | نامزدشده |
| ۲۰۰۸ | ایندیانا جونز و قلمرو جمجمه بلورین | جایزه برگزیده مردم                                                         | نامزدشده |
| ۲۰۰۸ | ایندیانا جونز و قلمرو جمجمه بلورین | Saturn Award for Best Actor                                                | نامزدشده |
| ۲۰۱۱ | کابوی‌ها و بیگانگان                 | Saturn Award for Best Supporting Actor                                     | نامزدشده |
| ۲۰۱۳ | ۴۲                                 | Satellite Award for Best Supporting Actor – Motion Picture                 | نامزدشده |
| ۲۰۱۳ | ۴۲                                 | San Francisco Film Critics Circle Award for Best Supporting Actor          | نامزدشده |
| ۲۰۱۳ | ۴۲                                 | St. Louis Gateway Film Critics Association Award for Best Supporting Actor | نامزدشده |